# Sewall S. Farwell

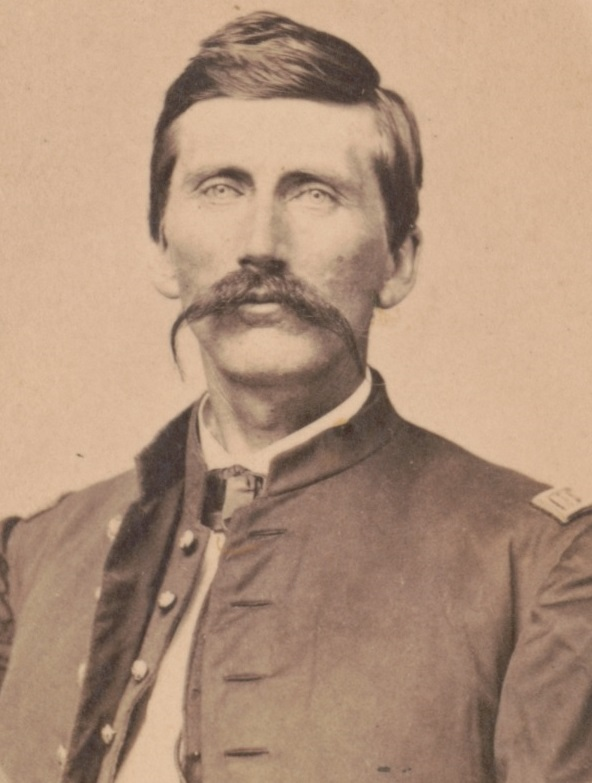
Sewall S. Farwell, um 1863

Sewall Spaulding Farwell (* 26. April 1834 in Keene, Coshocton County, Ohio; † 21. September 1909 in Monticello, Iowa) war ein US-amerikanischer Politiker. Zwischen 1881 und 1883 vertrat er den Bundesstaat Iowa im US-Repräsentantenhaus.

## Werdegang
Sewall Farwell besuchte die öffentlichen Schulen seiner Heimat einschließlich einer Privatschule in Cleveland. Im Jahr 1852 zog er nach Iowa, wo er in der Landwirtschaft arbeitete. Während des Bürgerkrieges stieg er in der Unionsarmee bis zum Major auf. Dabei nahm er an mehreren Schlachten teil.
Politisch war Farwell Mitglied der Republikanischen Partei. Zwischen 1865 und 1869 saß er im Senat von Iowa. Danach war er von 1869 bis 1873 bei der Steuerbehörde angestellt. 1880 wurde er im zweiten Wahlbezirk von Iowa in das US-Repräsentantenhaus in Washington, D.C. gewählt, wo er am 4. März 1881 die Nachfolge von Hiram Price antrat. Da er aber bei den folgenden Wahlen dem Demokraten Jeremiah Henry Murphy unterlag, konnte er bis zum 3. März 1883 nur eine Legislaturperiode im Kongress absolvieren.
Nach seiner Zeit im Repräsentantenhaus wurde Farwell Präsident der Monticello State Bank. Er starb am 21. September 1909 in Monticello und wurde dort auch beigesetzt.